# 코리 닥터로

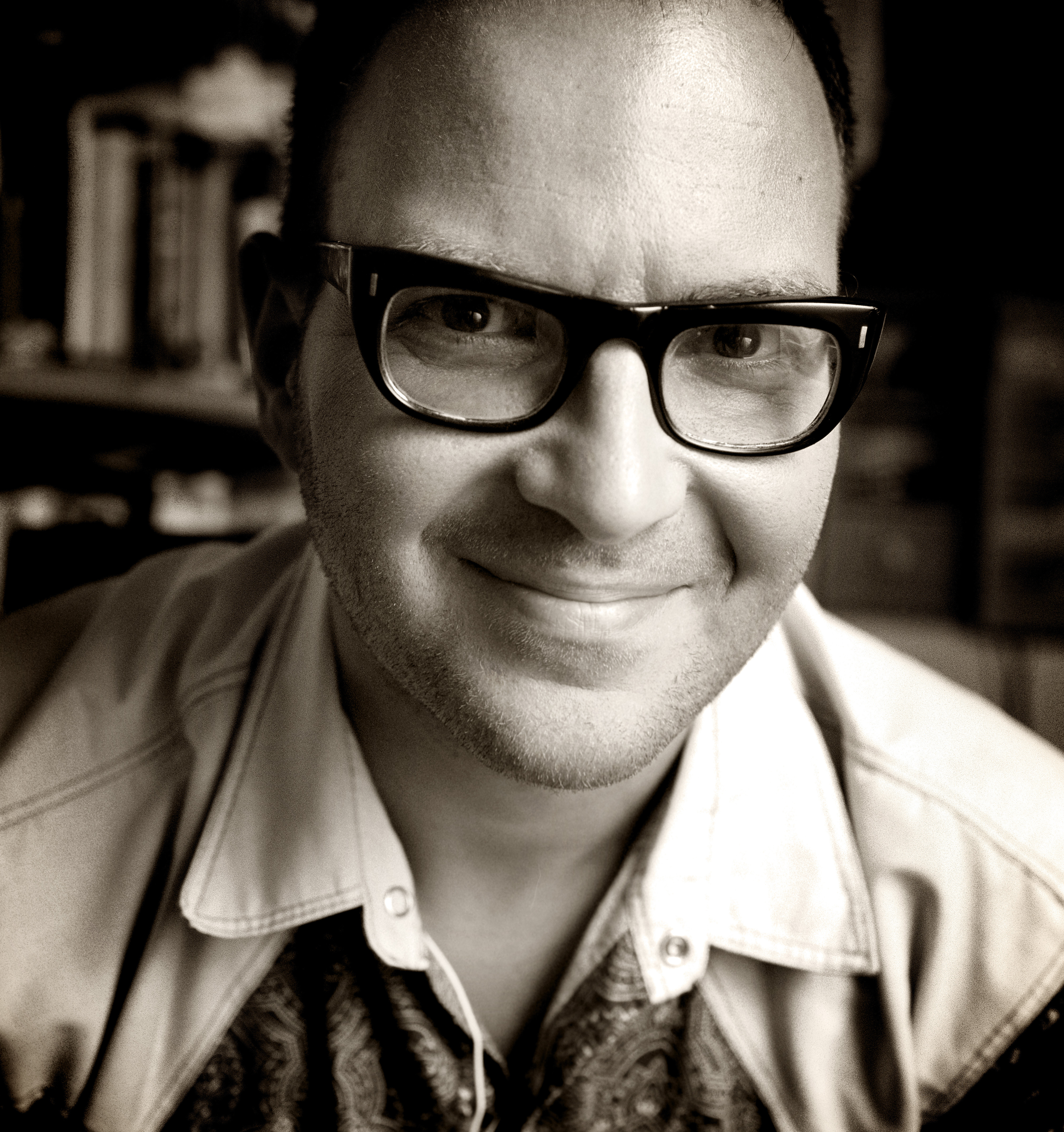

코리 닥터로(영어: Cory Efram Doctorow, 1971년 7월 17일 ~ )는 캐나다 출신 블로거, 저널리스트, SF소설 작가다. 블로그 보잉보잉(영어: Boing Boing)의 주 편집자이기도 하다. 저작권법의 자유화를 찬성하는 활동가이자 크리에이티브 커먼즈 기구의 열렬한 지지자로, 자신의 책의 일부를 오픈 소스로 내놓기도 했다. 주로 그의 작품에는 디지털 권리, 자유로운 파일의 공유 등에 대한 주제가 담겨있다. 2016년 대한민국 국회 테러방지법 반대 필리버스터에 참여한 정의당 서기호 의원이 언급하여 화제가 된 소설 《리틀 브라더》의 저자다.

## 저서
- 《리틀 브라더》, 최세진 옮김, 아작, 2015년
- 《홈랜드》, 최세진 옮김, 아작, 2017년
- 《게이머 걸》, 노은정 옮김, 다산기획, 2019년